# Delicious Party Pretty Cure
Delicious Party ♡ Pretty Cure (デリシャスパーティ♡プリキュア?, Derishasu Pāti ♡ Purikyua, Delicious Party ♡ Precure) è la diciannovesima serie anime del franchise di Pretty Cure, creata da Izumi Tōdō e prodotta dalla Toei Animation. Trasmessa in Giappone su TV Asahi dal 6 febbraio 2022 al 29 gennaio 2023, in Italia è inedita.
Delicious Party ♡ Pretty Cure è preceduta da Tropical-Rouge! Pretty Cure e seguita da Hirogaru Sky! Pretty Cure.

## Trama
Nel felice e delizioso reame responsabile del cibo di tutto il mondo, il Cookingdom, la misteriosa banda di ladri mascherati Bundle ruba dapprima il Recipebon, libro che protegge i procedimenti di preparazione di ogni tipo di pietanza, e successivamente punta a catturare gli spiriti del cibo, i Recipippi. Un giovane a capo della squadra di ricerca, Rosemary, e tre fatine Energy partono per proteggerli e recuperare il ricettario, e incontrano ed uniscono i loro poteri con tre normali ragazze che si trasformano così nelle Leggendarie Guerriere Pretty Cure, Yui Nagomi (Cure Precious), Kokone Fuwa (Cure Spicy) e Ran Hanamichi (Cure Yum-Yum), in grado di contrastare i nemici e di aiutarli nell'impresa. A circa metà serie si unisce al gruppo la loro ex avversaria, conosciuta col nome di Gentlu, Amane Kasai (Cure Finale).

## Personaggi

### Pretty Cure
Yui Nagomi (和実 ゆい?, Nagomi Yui) / Cure Precious (キュアプレシャス?, Kyua Pureshasu)
Doppiata da: Hana Hishikawa (ed. giapponese)
Nata il 31 agosto, frequenta la seconda media a Oishīna Town. Schietta ed energica, è figlia unica ed è sempre disposta ad aiutare gli altri. È brava nello sport, ha un fisico atletico e le viene sempre subito fame. La sua famiglia ha una tavola calda gestita dalla madre, mentre il padre lavora come pescatore in giro per il mondo. Le capita spesso di confondere detti e modi di dire riguardanti il cibo. Ama il motto della sua defunta nonna, a cui era molto legata, "Il cibo è sorriso" (「ごはんは笑顔」?, "Gohan wa egao"). La sua frase simbolo è "DeliciouSmile~!" (「デリシャスマイル～！」?, "DerishaSumairu~!") e ripete spesso "Sto morendo di fame~!" (「はらペコった～！」?, "Harapeko-tta~!). Il suo cibo preferito sono le verdure fresche. Ran la chiama amichevolmente "Yuipyon" (ゆいぴょん?, Yuipyon). Si trasforma in Cure Precious, la Pretty Cure di colore rosa, la cui frase simbolo è "Ti servirò un sorriso delizioso!" (「おいしい笑顔で満たしてあげる！」?, "Oishī egao de mitashite ageru!"); la sua partner fatina è Kome-Kome.
Kokone Fuwa (芙羽 ここね?, Fuwa Kokone) / Cure Spicy (キュアスパイシー?, Kyua Supaishī)
Doppiata da: Risa Shimizu (ed. giapponese)
Nata il 13 marzo, frequenta la seconda media a Oishīna Town. Bella e alla moda, è appassionata di make-up e le piacciono le cose carine. È figlia unica, ama stare da sola ed è di poche parole ma, nonostante questo, è molto gentile e ama condividere con gli altri. È estremamente introversa e prima di conoscere Yui non aveva mai avuto amici ma, grazie al sostegno dei suoi nuovi compagni, dopo essere diventata una Pretty Cure imparerà ad aprirsi di più agli altri gradualmente. Viene chiamata "Il fiore di gran classe" (高嶺の花?, Takamine no hana) e la sua famiglia gestisce un ristorante raffinato. Il suo cibo preferito sono il pane al curry e il pane a forma di cuore. Ran la chiama amichevolmente "Kokopi" (ここぴ?, Kokopi). Si trasforma in Cure Spicy, la Pretty Cure di colore blu, la cui frase simbolo è "Il delizioso gusto della condivisione, lo preparo io!" (「分け合うおいしさ、焼きつけるわ！」?, "Wakeau oishīsa, yakitsukeru wa!"); la sua partner fatina è Pam-Pam.
Ran Hanamichi (華満 らん?, Hanamichi Ran) / Cure Yum-Yum (キュアヤムヤム?, Kyua Yamuyamu)
Doppiata da: Yuka Iguchi (ed. giapponese)
Nata l'11 luglio, frequenta la seconda media a Oishīna Town. Simpatica e curiosa del cibo, quando si entusiasma non riesce a smettere di parlare. Ha una sorellina e un fratellino più piccoli e i suoi genitori gestiscono un ristorante di ramen, in cui Ran si occupa delle consegne porta a porta e del servizio in tavola. Ha molto a cuore il sapore delle pietanze, che sa descrivere meticolosamente in ogni dettaglio. Poiché sin da piccola ha paura di essere ritenuta strana per la sua spiccata passione per la cucina, carica segretamente foto e recensioni riguardo ai cibi che assaggia sul social "CureSta" dove è conosciuta con il nickname "Chururin" (ちゅるりん?, Chururin). Esclama spesso "Hanya~" (「はにゃ～」?, "Hanya~") quando parla e si riferisce a sé stessa in terza persona utilizzando il nomignolo "RanRan" (らんらん?, Ranran). Si trasforma in Cure Yum-Yum, la Pretty Cure di colore giallo, la cui frase simbolo è "Non permetterò che tu tenga per te le cose più deliziose!" (「おいしいの独り占め、ゆるさないよ！」?, "Oishī no hitorijime, yurusanai yo!"); il suo partner fatina è Mem-Mem.
Amane Kasai (菓彩 あまね?, Kasai Amane) / Gentlu (ジェントルー?, Jentorū) / Cure Finale (キュアフィナーレ?, Kyua Fināre)
Doppiata da: Ai Kayano (ed. giapponese)
Nata il 24 novembre, frequenta la seconda media a Oishīna Town. È una ragazza mascherata facente parte inizialmente della banda Bundle. È calma e diligente nei confronti del suo incarico, ovvero rubare i Recipippi che si trovano in città. Si scoprirà in seguito essere la misteriosa presidentessa degli studenti presso la scuola media di Yui, Kokone e Ran, la cui mente è stata manipolata da Godatz; verrà, tuttavia, liberata dal suo controllo grazie alle Pretty Cure. Questa esperienza la segnerà a tal punto da spingerla a lasciare la carica di presidentessa del consiglio studentesco e a non reputarsi degna di diventare una Pretty Cure, ma grazie al supporto di Rosemary, di Yui e delle altre riuscirà finalmente a lasciarsi il passato alle spalle, accettando di portare avanti i due incarichi. Eccelle nel karate e nello studio, e ha molto a cuore il benessere delle persone e dei Recipippi. Ha due fratelli maggiori, Yuan e Mitsuki, e la sua famiglia gestisce un negozio di dolci a base di frutta. I suoi dolci preferiti sono i parfait alla frutta e i botamochi. Il suo desiderio più grande è da sempre quello di poter donare la felicità alle persone come fa un parfait e fu proprio la forza di questo sentimento che, quando lei era ancora piccola, fece nascere nel Cookingdom il cristallo dell'Heart Fruits Pendant; da allora, inoltre, conserva un rapporto speciale con il Recipippi del parfait. Ran la chiama amichevolmente "Amanen" (あまねん?, Amanen). Si trasforma in Cure Finale, la Pretty Cure di colore oro e viola, la cui frase simbolo è "La portata finale, la decoro io stessa!" (「食卓の最後を、このわたしが飾ろう！」?, "Shokutaku no saigo wo, kono watashi ga kazarou!").

### Alleati
Kome-Kome (コメコメ?, Komekome)
Doppiata da: Natsumi Takamori (ed. giapponese)
È la fatina Energy del riso e ha le sembianze di una piccola volpe bianca; il suo vero nome è Connectal Mochimochitto Fukkurara Glycogen Komex II (コネクトル・モチモチット・フックララ・グリコーゲン・コメックス二世?, Konekutoru Mochimochitto Fukkurara Gurikōgen Komekkusu Nisei). Il suo compleanno è il 18 agosto. È ingenua, la più giovane tra le fate e perciò vorrebbe crescere in fretta. Essendo una fatina Energy speciale può trasformarsi in un'umana e, grazie alle cure di Yui e gli altri, può crescere dalla sua forma neonata fino a diventare una ragazza. Una volta diventata adolescente riesce a sprigionare il suo potere donando alle Pretty Cure i Party Candle Tact e, grazie alla sua pietra, può viaggiare insieme agli altri nel Cookingdom. Quando divide i suoi poteri con Cure Precious, entra in Modalità Polpetta di Riso (おむすびフォーム?, Omusubi Fōmu). Inizialmente, poiché è ancora molto piccola, non sa parlare e quindi si esprime dicendo solo "~kome" (「～コメ」?, "~kome"), che diventerà successivamente il suo intercalare.
Pam-Pam (パムパム?, Pamupamu)
Doppiata da: Natsumi Hioka (ed. giapponese)
È la fatina Energy del pane e ha le sembianze di una cagnolina; il suo vero nome è Partnal Fuwafuwan Kobashiné Yeast Pamsandwich (パートナル・フワフワン・コーバシィヌ・イースト・パムサンド?, Pātonaru Fuwafuwan Kōbashinu Īsuto Pamusando). Il suo compleanno è il 12 aprile. Ha circa 4-5 anni umani e adora che le si facciano i complimenti. È molto esperta del mondo di Cookingdom e a differenza di Kome-Kome conosce il linguaggio umano e funge da interprete a quest'ultima e ai Recipippi. Quando divide i suoi poteri con Cure Spicy, entra in Modalità Sandwich (サンドイッチフォーム?, Sandoitchi Fōmu). Finisce le frasi con l'intercalare "~pam" (「～パム」?, "~pamu").
Mem-Mem (メンメン?, Menmen)
Doppiato da: Tomoe Hanba (ed. giapponese)
È la fatina Energy dei noodles e ha le sembianze di un piccolo drago; il suo vero nome è Membern Chulturut Kurukururin Glutamine Memdragon (メンバーヌ・チュルチュルット・クルクルリン・グルタミンサン・メンドラゴン?, Menbānu Churuchurutto Kurukururin Gurutaminsan Mendoragon). Il suo compleanno è l'11 novembre. Ha circa 4-5 anni umani ed è sempre calmo, eccetto per quando entra nella sua super rara modalità di zelo nella quale, in fermento, riesce a scagliare onde di alito infuocato. È garbato e rimane piacevolmente colpito dalla passione per il cibo di Ran. Anche lui, come Pam-Pam, conosce il linguaggio umano e quello dei Recipippi, in particolare si occupa di tutti i Recipippi che hanno a che vedere con i noodles. Può prevedere il futuro con delle scodelle piene di udon ma questo tipo di rituale può richiedergli molte energie e perciò cerca di ricorrere alla previsione il meno possibile. Quando divide i suoi poteri con Cure Yum-Yum, entra in Modalità Scodella (どんぶりフォーム?, Donburi Fōmu). Finisce le frasi con l'intercalare "~men" (「～メン」?, "~men").
Rosemary (ローズマリー?, Rōzumarī)
Doppiato da: Tomoaki Maeno (ed. giapponese)
Nato il 2 agosto, è un giovane uomo proveniente dal Cookingdom la cui missione, in quanto capitano della squadra di ricerca, è ritrovare il Recipebon rubato dalla banda dei Bundle. Ha un grande senso estetico e conosce in modo approfondito la cosmesi. È molto sensibile e piange di frequente. Si fa chiamare amichevolmente "Mari" (マリちゃん?, Mari-chan) e dopo aver incontrato Yui si stabilirà presso la pensione della famiglia di Takumi. Ran lo chiama amichevolmente "Marippe" (マリっぺ?, Marippe). Possiede una Special DeliciouStone, un oggetto magico che porta al collo come un pendente e che gli permette di lottare contro gli Ubauzo e di viaggiare nel Cookingdom, la quale tuttavia si rompe in battaglia. Rosemary diventa, quindi, una figura di supporto per le Pretty Cure mantenendo la capacità di evocare il Delicious Field per spostare gli scontri in una dimensione alternativa.
Takumi Shinada (品田 拓海?, Shinada Takumi) / Black Pepper (ブラックペッパー?, Burakku Peppā)
Doppiato da: Yūma Uchida (ed. giapponese)
Nato il 3 novembre, è un amico d'infanzia di Yui, per cui ha una cotta. Frequenta la terza media e la sua famiglia gestisce una pensione. A volte è scontroso, ma si prende cura delle persone accanto a lui. Sua madre lo chiama affettuosamente "Takkun" (たっくん?, Takkun). Tempo prima suo padre gli affidò la custodia di una DeliciouStone proveniente dal Cookingdom. Dopo aver scoperto che Yui è rimasta coinvolta nell'apparizione degli Ubauzo in città inizia ad essere sospettoso nei confronti di Rosemary e comincia a desiderare di poter proteggere l'amica. Inizia così ad utilizzare l'identità segreta di Black Pepper per poter aiutare le Pretty Cure in battaglia diventando un Cook Fighter. Le Pretty Cure solitamente si riferiscono a lui utilizzando il nomignolo "BlaPe" (ブラペ?, Burape).

### Bundle
Godatz (ゴーダッツ?, Gōdattsu) / Fennel (フェンネル?, Fen'neru)
Doppiato da: Satoshi Mikami e Rie Kawamura (da bambino) (ed. giapponese)
È una figura misteriosa a capo dell'organizzazione di ladri fantasma Bundle. Si presenta ai suoi sottoposti, sotto forma di ologramma, come una gigantesca maschera viola con in alto il simbolo della banda. Verso la fine della serie si scopre che la sua vera identità è quella di Fennel, il Capitano della Guardia Imperiale del CooKingdom. Anche lui possiede una Special DeliciouStone ed era particolarmente affezionato al maestro Ginger. Ha incolpato Cinnamon del primo tentato furto del Recipebon, facendolo esiliare dal regno, poiché Ginger lo aveva ritenuto più degno di ereditare la sua Special DeliciouStone. È costretto poi da CooKing a condividere la Special DeliciouStone con Rosemary, motivo per cui tramerà per vent'anni la sua vendetta.
Secretoru (セクレトルー?, Sekuretorū)
Doppiata da: Sayaka Kinoshita (ed. giapponese)
È una donna mascherata facente parte della banda Bundle. Non è mai soddisfatta del lavoro di Gentlu e di Narcistoru, non mancando di far notare loro i fallimenti raccolti nella cattura dei Recipippi. Inizialmente preferisce non attaccare direttamente le Pretty Cure ma sarà costretta a farlo dopo la cattura di Narcistoru. In passato ha maturato un profondo odio per il cibo poiché non era capace di cucinare, motivo per cui è ossessionata da delle manie di perfezionismo. È inoltre una grandissima fan della madre di Kokone.
Narcistoru (ナルシストルー?, Narushisutorū)
Doppiato da: Shūhei Sakaguchi (ed. giapponese)
È un ragazzo mascherato facente parte della banda Bundle, svolge il ruolo di scienziato e ricercatore. Ama vedere le persone soffrire e ha un forte senso dell'autostima. Considera Gentlu alla stregua di una marionetta. Viene successivamente catturato dalle Pretty Cure e consegnato alle guardie del Cookingdom. In passato era molto schizzinoso nei confronti del cibo ma si ricrederà gradualmente dopo essere stato catturato.
Spiritoru (スピリットルー?, Supirittorū)
Doppiato da: Mitsuaki Kanuka (ed. giapponese)
È un grosso robot dalle fattezze rotondeggianti costruito da Narcistoru combinandolo con il potere di una Special DeliciouStone e delle sue scatole da pranzo per evocare i Motto Ubauzo. Parla in modo particolare e considera il cibo una perdita di tempo. La sua peculiarità è quella di incoraggiare le persone e i Motto Ubauzo in battaglia a fare del proprio meglio, rendendo questi ultimi ancora più potenti.
Mini Spiritoru (ミニスピリットルー?, Mini Supirittorū)
Doppiati da: Mitsuaki Kanuka (ed. giapponese)
Sono mini-versioni di Spiritoru capaci di volare.
Ubauzo (ウバウゾー?, Ubauzō)
Doppiato da: Soshiro Hori (ed. giapponese)
È il mostro evocato dai nemici corrompendo uno spirito Recipippi. Si presenta come un grande mostro dai denti appuntiti, con corna sulla fronte e una maschera viola sugli occhi. Viene evocato da Gentlu tramite una scatola argentata con le strisce viola. Quando entra in azione il cibo corrispondente al Recipippi rubato assume un sapore sgradevole. Più Recipippi ha intrappolati più la sua forza aumenta. Il suo nome deriva dall'espressione giapponese "ubau" (奪う?), che significa "rubare". Dopo le ricerche di Narcistoru viene creato il Motto Ubauzo (モットウバウゾー?, Motto Ubauzō), un nuovo tipo di Ubauzo potenziato attivato da una scatola da pranzo nera a forma di radar capace di intercettare i Recipippi a distanza. Oltre ad essere più potente in battaglia questa nuova versione riesce a rubare insieme al Recipippi anche i ricordi delle persone legati al cibo a cui esso è associato. Presenta una maschera verde e squadrata con un emblema sulla fronte e delle corna appuntite verso l'alto. Di entrambi esiste una versione potenziata, creata combinando la forza di Gentlu o Narcistoru; quello di Gentlu è attivato da delle scatole da pranzo con delle corna. Questi tipi di Ubauzo presentano delle corna più lunghe e una maschera appuntita; quello di Narcistoru, inoltre, può combinare due oggetti insieme. Spiritoru utilizza per evocare i Motto Ubauzo la stessa scatola da pranzo utilizzata da Narcistoru, combinando due oggetti insieme, ma i suoi mostri possono essere ancora più potenti dato il suo tifo appassionato durante le battaglie. Sempre Narcistoru inventa il Gossori Ubauzo (ゴッソリウバウゾー?, Gossori Ubauzō), attivato da una scatola da pranzo rettangolare rossa e bianca che sfrutta il potere della Special DeliciouStone inizialmente affidata a Spiritoru e successivamente utilizzata da Secretoru. Questo Ubauzo è ancora più potente dei precedenti e presenta una maschera e delle corna semicircolari. Possiede inoltre la capacità di cancellare qualsiasi tipo di cibo rubato sia dai ricordi delle persone che materialmente.

### Cookingdom
CooKing (クッキング?, Kūkingu)
Doppiato da: Takuma Suzuki (ed. giapponese)
È il re del Cookingdom che incarica Rosemary di salvare i Recipippi e di recuperare il Recipebon, portando con sé le fatine Energy del cibo.
CooQueen (クックイーン?, Kūkkuīn)
Doppiata da: Emi Shinohara (ed. giapponese)
È la regina del Cookingdom.
Cerfeuil (セルフィーユ?, Serufīyu)
Doppiata da: Minami Tsuda (ed. giapponese)
È una giovane apprendista Cookfighter il cui sogno è di proteggere tutto il cibo della Terra e di Cookingdom, nonostante questo ha difficoltà nel superare le prove per diventare una combattente perché pensa di non essere abbastanza coraggiosa da affrontarle. Riceve per la prima volta una DeliciouStone quando comincia a desiderare intensamente di aiutare le Pretty Cure in battaglia.
Ginger (ジンジャー?, Jinjā)
Doppiato da: Yoshito Yasuhara (ed. giapponese)
È il defunto maestro di Rosemary che conosceva la nonna di Yui. Indossava una maschera da gatto e aveva dei comportamenti simili a quelli di un felino. Venti anni prima era giunto ad Oishīna Town con le fatine Energy del cibo ed era stato accolto dalle famiglie delle future Pretty Cure. Dopo aver incontrato Rosemary e le altre, provenienti dal futuro, ha cercato assieme alle fatine Energy di proteggere la città e i suoi abitanti dalle forze malvagie in segno di riconoscenza.
Kome-Kome I (コメコメ一世?, Komekome Ichisei)
Doppiata da: Natsumi Takamori (ed. giapponese)
È l'antenata di Kome-Kome conosciuta per il suo straordinario potere; il suo vero nome è Connectal Mochimochitto Fukkurara Glycogen Komex I (コネクトル・モチモチット・フックララ・グリコーゲン・コメックス一世?, Konekutoru Mochimochitto Fukkurara Gurikōgen Komekkusu Ichisei). Venti anni prima aveva viaggiato con Ginger e le altre fatine Energy del cibo ad Oishīna Town. Dopo essere venuta a conoscenza da Yui e gli altri, provenienti dal futuro, che il cibo e il ricordi ad esso associati sarebbero stati in pericolo, decide di sfruttare tutta la sua energia per proteggere Oishīna Town e sacrificarsi, facendo nascere l'attuale Kome-Kome.

### Altri personaggi
Akiho Nagomi (和実 あきほ?, Nagomi Akiho)
Doppiata da: Chie Nakamura (ep. 1-34 e film) / Ayumi Tsunematsu (ep. 39-45) (ed. giapponese)
È la madre di Yui, gestisce la tavola calda di famiglia.
Hikaru Nagomi (和実 ひかる?, Nagomi Hikaru)
Doppiato da: Hidenobu Kiuchi (ed. giapponese)
È il padre di Yui, lavora come pescatore assieme al padre di Takumi in giro per il mondo.
Yone Nagomi (和実 よね?, Nagomi Yone)
Doppiata da: Yoshiko Miyazaki (ed. giapponese)
È la defunta nonna materna di Yui. È stata la prima ad introdurre ad Oishīna Town il simbolo caratteristico del maneki neko ed è conosciuta sia per i suoi proverbi e la sua saggezza sia per la sua forza fisica.
Inizialmente segreta, si rivela in seguito essere la narratrice della storia della serie.
Hatsuko Fuwa (芙羽 はつこ?, Fuwa Hatsuko)
Doppiata da: Toa Yukinari (ed. giapponese)
È la madre di Kokone. Lavora come assaggiatrice professionale di cibi, oltre che a progettare i menù per l'attività di famiglia e ad investire sul mercato degli ingredienti per le pietanze culinarie. È molto famosa ed è conosciuta come "L'assaggiatrice geniale" per via delle sue impeccabili papille gustative. È sempre in viaggio con il marito e per questo conosce poco gli interessi della figlia ma nonostante questo cercherà di avvicinarsi di più a lei. A differenza di quanto si possa credere è negata per la cucina.
Shousei Fuwa (芙羽 しょうせい?, Fuwa Shōsei)
Doppiato da: Taisuke Nakano (ed. giapponese)
È il padre di Kokone. È sempre in viaggio con la moglie e per questo conosce poco gli interessi della figlia, ma cercherà di venirle incontro indagando con Todoroki sui luoghi che Kokone preferisce di più frequentare.
La zia di Kokone (ここねの伯母?, Kokone no Oba)
Doppiato da: Tomoe Hanba (ed. giapponese)
È la zia di Kokone e la sorella maggiore di Hatsuko. Ha visto Kokone chiedere una ciambella e le ha detto di non viziarlo troppo.
Koshinosuke Hanamichi (華満 こしのすけ?, Hanamichi Koshinosuke)
Doppiato da: Atsushi Ono (ed. giapponese)
È il padre di Ran. Gestisce il ristorante di ramen "Pandaken" con la propria famiglia.
Tsurune Hanamichi (華満 つるね?, Hanamichi Tsurune)
Doppiata da: Ai Kobayashi (ed. giapponese)
È la madre di Ran. Lavora nel ristorante di ramen della sua famiglia aiutando il marito.
Run Hanamichi (華満 るん?, Hanamichi Run)
Doppiato da: Akane Yamaguchi (ed. giapponese)
È il fratello minore di Ran.
Rin Hanamichi (華満 りん?, Hanamichi Rin)
Doppiata da: Rie Kawamura (ed. giapponese)
È la sorella minore di Ran.
Yuan Kasai (菓彩 ゆあん?, Kasai Yuan)
Doppiato da: Toshiya Miyata (ed. giapponese)
È il fratello maggiore di Amane, ha un carattere estroverso e passionale. Lavora presso il negozio di dolci di famiglia e aiuta spesso la sorella con i suoi allenamenti di karate. Il suo tipo di torta preferita è quella al cioccolato.
Mitsuki Kasai (菓彩 みつき?, Kasai Mitsuki)
Doppiato da: Toshiya Miyata (ed. giapponese)
È il fratello maggiore di Amane, rispetto a suo fratello gemello è più pacato e tranquillo. Lavora presso il negozio di dolci di famiglia. Il suo tipo di torta preferita è quella alla crema.
Botan Kasai (菓彩 ぼたん?, Kasai Botan)
Doppiata da: Naomi Shindō (ed. giapponese)
È la madre di Amane.
Shūichi Kasai (菓彩 しゅういち?, Kasai Shūichi)
Doppiato da: Keisuke Fujii (ed. giapponese)
È il padre di Amane.
An Shinada (品田 あん?, Shinada An)
Doppiata da: Saori Ōnishi (ed. giapponese)
È la madre di Takumi, gestisce la pensione di famiglia e lavora anche presso la tavola calda della famiglia di Yui. Ha conosciuto il marito a 19 anni e da allora i due sono rimasti profondamente legati l'un l'altra.
Monpei Shinada (品田 門平?, Shinada Monpei) / Cinnamon (シナモン?, Shinamon)
Doppiato da: Tetsuhiro Ikeda (ed. giapponese)
È il padre di Takumi, lavora come pescatore assieme al padre di Yui in giro per il mondo. Conosce il mondo del Cookingdom e tempo prima aveva affidato a Takumi una DeliciouStone. Nel Cookingdom, dopo essere stato incolpato da Fennel, è stato per lungo tempo sospettato di aver rubato il Recipebon la prima volta che scomparve. È capace di riparare le DeliciouStone e nonostante l'esilio subito in passato ha sempre avuto molto a cuore il regno e i suoi abitanti.
Todoroki (轟?, Todoroki)
Doppiato da: Shōto Kashii (ed. giapponese)
È il maggiordomo della famiglia di Kokone. Come Ran posta segretamente foto e recensioni di diversi cibi sul social network "CureSta" utilizzando il nickname "Solomogu" (ソロモグ?, Soromogu).
Wakana Tamaki (玉木 わかな?, Tamaki Wakana)
Doppiata da: Ikumi Hasegawa (ed. giapponese)
È una compagna di scuola di Yui. Fa parte del club di calcio e il suo sogno è quello di diventare una giocatrice professionista.
Iroha Endo (遠藤 いろは?, Endo Iroha), Risa Takada (高田 りさ?, Takada Risa) & Ena Nagase (長瀬 えな?, Nagase Ena)
Doppiate da: Takako Tanaka, Rie Kawamura e Miyuri Shimabukuro (ed. giapponese)
Sono tre compagne di classe di Yui, Kokone e Ran.
Tomoe Honma (本間 ともえ?, Honma Tomoe)
Doppiata da: Miyuri Shimabukuro (ed. giapponese)
È una compagna di scuola di Yui, Kokone e Ran. Si innamora di Takumi ma viene rifiutata dopo essersi dichiarata a lui.
Shinpei Takagi (高木 晋平?, Takagi Shinpei)
Doppiato da: Noriaki Kanze (ed. giapponese)
È un compagno di classe di Yui, Kokone e Ran. Racconta molte bugie per impressionare i suoi compagni ma in realtà soffre molto la mancanza di suo fratello maggiore, trasferitosi per studiare, che lo aveva accudito sin da quando era piccolo in quanto i loro genitori erano sempre troppo occupati a gestire il negozio di famiglia. Comincerà a prendere in giro Ran per la sua passione per il cibo ma dopo essere stato aiutato da quest'ultima a recuperare la ricetta della carne stufata del fratello comincerà a vederla di buon occhio.
Moe Yamakura (山倉 もえ?, Yamakura Moe)
Doppiata da: Ikumi Hasegawa (ed. giapponese)
È la vice presidentessa degli studenti presso la scuola media Shinsen. In passato è stata aiutata da Amane ad acquisire fiducia nelle sue abilità di pianista prima di una competizione tramite un punch alla frutta.
Sakie Matsuyama (松山 咲枝?, Matsuyama Sakie)
Doppiata da: Roko Takizawa (ed. giapponese)
È un'anziana signora che da sola gestisce il negozio di dolci tradizionali giapponesi Hagoromo-do (はごろも堂?), il quale vanta 60 anni di ininterrotta attività. È costretta a chiudere per via di un nuovo distretto commerciale e perciò Ran, che è una fedele cliente del negozio, cerca di aiutarla. In realtà, poiché vecchia e sola, non desidera più portare avanti il negozio, accontentandosi piuttosto di lasciar vivere i suoi dolci nei ricordi dei clienti più affezionati.
Yosuke Minato (湊 陽佑?, Minato Yosuke) & Asae Sakurai (櫻井 麻恵?, Sakurai Asae)
Doppiati da: Makoto Yasumura e Rie Kawamura (ed. giapponese)
Sono due amici d'infanzia e conoscenti di Takumi. Yosuke lavora presso un negozio ortofrutticolo frequentato da Takumi mentre Asae è spesso malata a causa delle sue deboli condizioni fisiche. Proprio per questo, in passato, Yosuke era solito portarle delle crêpe mentre era ricoverata in ospedale e che Takumi cercherà di ricreare per far riconciliare i due dopo una lite.
Takao Fujino (藤野 タカオ?, Fujino Takao) & Miyako Fujino (藤野 みやこ?, Fujino Miyako)
Doppiati da: Ikuto Kawamachi e Takako Tanaka (ed. giapponese)
Sono una coppia sposata e gestiscono insieme il ristorante specializzato in yakisoba Teppen Fujino (鉄板ふじの?). Molto affiatati, partecipano contro Rosemary al "Yatai Mashi Grand Prix" con la loro specialità, il "Love Love Sea Food Yakisoba". Cinque anni prima il negozio era gestito dalla famiglia di Miyako e Takao ne era un cliente abituale. Entrambi si amavano ma nessuno dei due aveva il coraggio di confessare i propri sentimenti all'altro. Grazie alla nonna di Yui, conosciuta da entrambi, sono riusciti a dichiararsi mentre mangiavano yakisoba guardando i fuochi d'artificio insieme, leggenda che si dice unisca le persone in eterno.
Maira Isuki (マイラ・イースキ?, Maira Īsuki)
Doppiata da: Azumi Waki (ed. giapponese)
È la principessa della lontana isola Isuki, molto somigliante a Yui eccetto per il colore degli occhi e per il carattere, composto e timido. Anni prima aveva incontrato Monpei che le aveva raccontato della sua incredibile somiglianza con Yui. Per via la sua timidezza ha paura dei fallimenti, e perciò preferisce pianificare tutto in anticipo e da molti anni non le è concesso visitare luoghi pubblici per via del suo incarico come futura regina. Decide quindi, con il supporto di Yui e gli altri, di scambiare la sua identità con quella di Yui per un pomeriggio, in modo da poter provare i cibi di Oishīna Town senza essere scoperta. Viene anche chiamata "La principessa sorridente" (微笑みの王女?, Hohoemi no ojō) perché preferisce sorridere piuttosto che parlare.
Genma Itak (ゲンマ・イタック?, Genma Itakku)
Doppiato da: Atsuki Tani (ed. giapponese)
È il leale maggiordomo di Maira che l'ha servita sin dall'infanzia. Poiché teme per la sicurezza della principessa è molto rigido nei suoi confronti.
Sanzer Isuki (サンザー・イースキ?, Sanzā Īsuki)
Doppiato da: Yūki Yonai (ed. giapponese)
È il cugino di Maira che cerca di spodestarla dal trono, ritenendola incapace di rivestire l'incarico di regina. Viene fermato da Cure Precious quando tenta di impedire che la principessa pronunci il suo discorso pubblico agli abitanti di Oishīna Town.
Kumamon (くまモン?, Kumamon)
È un ospite della "Churu Fest", manifestazione di Oishīna Town che ospita noodles da tutto il mondo. Ha conosciuto il padre di Ran durante uno dei suoi viaggi.
Matasaburo Asai (浅井 又三郎?, Asai Matasaburō)
Doppiato da: Jiro Saito (ed. giapponese)
È un anziano ex cuoco e residente di Oishīna Town che di tanto in tanto torna a fare visita alla città natale. Ha studiato il mestiere con la nonna di Yui ma dopo alcuni anni ha deciso di trasferirsi per aiutare il figlio e sua moglie a gestire un ristorante in un'altra città.
Kousuke Asai (浅井 宏輔?, Asai Kōsuke)
Doppiato da: Yūki Urushiyama (ed. giapponese)
È il giovane nipote di Matasaburo. Il suo più grande sogno è quello di diventare un giocatore di baseball professionista, anche se suo nonno preferirebbe si interessasse di più alla cucina. Ha una cotta per Yui.
Gal Sone (ギャル曽根?, Gyaru Sone)
Doppiato da: Gal Sone (ed. giapponese)
È una campionessa giapponese di gare culinarie.
Hanna Tatemoto (館本飯菜?, Tatemoto Hanna) / Tatemotte (たてもってぃ?, Tatemotte)
Doppiato da: Emiri Katō (ed. giapponese)
È un'influencer culinaria gourmet.
Mashiba Tamaki (玉木 ましば?, Tamaki Mashiba)
Doppiato da: Kōichi Sōma (ed. giapponese)
È il padre di Wakana. È un grande appassionato di calcio, come la figlia, e nonostante il lavoro cerca sempre di supportare Wakana preparandole del cibo che sappia integrarsi bene con la sua passione per lo sport.

## Oggetti magici
Heart Cure Watch (ハートキュアウォッチ?, Hāto Kyua Uotchi)
È l'orologio da polso a forma di cuore rosa indossato da Cure Precious, Cure Spicy e Cure Yum-Yum e utilizzato per attaccare. Serve anche per liberare i Recipippi corrotti in Ubauzo e comunicare con il Cookingdom. Quello di Precious è inoltre la dimora di Kome-Kome, attraverso il quale è possibile farla crescere. Grazie alle sue funzionalità, le Pretty Cure vengono avvertite quando uno Recipippi è in pericolo e li possono vedere in maniera più nitida quando lo indossano, oltre ad essere immuni agli effetti sgradevoli degli Ubauzo sul cibo e, in seguito, anche dal furto dei ricordi legati ai piatti ad essi associati. Durante la trasformazione Party Up diventa bianco e decorato con fiori dei colori delle quattro Pretty Cure.
Recipippi (レシピッピ?, Reshipippi)
Doppiati da: Miyuri Shimabukuro, Rie Kawamura e Ikumi Hasegawa (ed. giapponese)
Sono dei piccoli spiriti alati ispirati a diversi tipi di pietanze. Sono visibili a tutti coloro che stabiliscono un profondo legame con il cibo, che viene meno in età adulta. Compaiono ad Oishīna Town in presenza del loro cibo corrispondente e dell'amore delle persone che lo mangiano che si manifesta nell'aura cosiddetta Hoka-Hoka Heart (ほかほかハート?, Hoka Hoka Hāto). Quando diventano tristi la qualità del cibo che rappresentano può impoverirsi, nonostante il sapore rimanga comunque buono.
Recipebon (レシピボン?, Reshipibon)
È il ricettario custodito nel Cookingdom, che protegge i procedimenti, le formule e i segreti di ogni tipo di pietanza. Viene rubato dai Bundle e perciò Rosemary e le fatine Energy si adoperano per recuperarlo, ottenendo l'aiuto delle Leggendarie Guerriere Pretty Cure. Era già stato rubato in passato ma venne recuperato poco dopo; nel Cookingdom si è sospettato per lungo tempo che il colpevole del primo furto fosse il Cook Fighter Cinnamon.
Heart Fruits Pendent (ハートフルーツペンタント?, Hāto Furūtsu Pendanto)
È il ciondolo a forma di cuore viola e dal bordo dorato utilizzato da Cure Finale per trasformarsi. È apparso nel Cookingdom quando una grande fonte di Hoka-Hoka Heart proveniente dal desiderio di Amane di portare felicità alle persone ha iniziato a manifestarsi. Trasformatosi in un cristallo, è stato successivamente mandato dai regnanti nel mondo umano assieme al Recipippi del parfait per poter aiutare le Pretty Cure. Riesce a sprigionare il suo potere quando Amane comincia a ricordare il suo sogno, lasciandosi il suo passato di cattiva alle spalle. Durante la trasformazione Party Up diventa bianco e decorato con fiori dei colori delle quattro Pretty Cure.
Heart Juicy Mixer (ハートジューシーミキサー?, Hāto Jūshī Mikisā)
Sono i frullatori rosa utilizzati da Cure Precious, Cure Spicy e Cure Yum-Yum per attaccare. Possono essere impugnati come una pistola. Vengono donati dai Recipippi alle Pretty Cure per ringraziarle e aiutarle nella lotta contro i nemici. Sulla parte superiore sono presenti una leva con un cuore rosa al di sopra e una parte trasparente adornata da un fiocco verde con una margherita e una pietra rossa a forma di cuore, mentre nella parte sottostante si trovano un manico, sul quale è posto un piccolo bottone che funge da grilletto, e un pulsante bianco e rotondo con una freccia che, spostata su uno dei quattro simboli (un triangolo rosa, un cerchio blu, tre linee verticali gialle e un cuore verde) attivano l'attacco singolo delle Pretty Cure o l'attacco di gruppo.
Creamy Fleurette (クリーミーフルーレ?, Kurīmī Furūre)
È lo scettro a forma di sac à poche viola utilizzato da Cure Finale per attaccare. È composto da un'impugnatura viola simile a quella di una spada, sulla quale è posto un bottone bianco a forma di fiore, e una parte trasparente e decorata con gioielli di diversi colori. Tra le due è presente una base girevole a forma di ricamo bianco.
Party Candle Tact (パーティキャンドルタクト?, Pāti Kyandoru Takuto)
È lo scettro a forma di candela rosa utilizzato dalle Pretty Cure per l'attacco di gruppo potenziato. Appare quando Kome-Kome sprigiona il suo potere per aiutare le Pretty Cure, diventando una ragazza. Sulla parte centrale è presente un decoro bianco a forma di bouquet con quattro margherite dei colori delle guerriere e un fiocco bianco e oro con un pulsante a forma di fiore rosso. Con esso le Pretty Cure indossano anche un anello a forma di fiocco dorato con al centro un emblema a forma di fiore rosa, che prende il nome di Party Up Ring (パーティアップリング?, Pāti Appu Ringu).
DeliciouStone (デリシャストーン?, Derishasutōn)
È la pietra indossata come pendente da Rosemary e come spilla da Black Pepper e Fennel. È indossata da tutte le guardie del Cookingdom ed è necessaria per combattere contro gli Ubauzo e per viaggiare nel regno. Con essa Rosemary può anche comunicare con gli Heart Cure Watch delle Pretty Cure e con il Cookingdom. Sia Rosemary che Fennel possiedono una rara Special DeliciouStone, ma verrà scoperto in seguito che anche l'organizzazione Bundle ne possiede una, utilizzata da Narcistoru per aumentare i poteri di Spiritoru. Inoltre Rosemary afferma che l'inventore delle DeliciouStone è misteriosamente scomparso da molto tempo.
Party Glass (パーティグラス?, Pāti Gurasu)
È un calice utilizzato dalle Pretty Cure. A Cookingdom è tradizione regalarne uno come segno di amicizia verso una persona.

## Trasformazioni e attacchi

### Cure Precious
- Trasformazione: Yui, unendo il suo potere con quello di Kome-Kome che attiva la Modalità Polpetta di Riso, si trasforma e, diventata Cure Precious, si presenta al nemico.

- Precious Triangle (プレシャス・トライアングル?, Pureshasu Toraianguru): è l'attacco di Cure Precious con l'Heart Cure Watch. La Pretty Cure traccia con l'orologio un triangolo che scaglia con vortice di cuori rosa verso il nemico che, con un'espressione serena ed appagata, esplode purificandosi e liberando il Recipippi corrotto. A fine attacco, Cure Precious dice "Grazie per il cibo!" (「ごちそうさまでした！」?, "Gochisousama deshita!"). Viene eseguito per la prima volta nell'episodio 1.

- Precious Heat (プレシャス・ヒート?, Pureshasu Hīto): è l'attacco di Cure Precious con l'Heart Juicy Mixer. La Pretty Cure sposta la freccia del frullatore sul simbolo a forma di triangolo rosa e, dopo aver premuto per quattro volte la parte superiore di questo, impugna l'oggetto come una pistola premendo il pulsante sulla manopola e scaglia un raggio rosa verso il nemico che, con un'espressione serena ed appagata, esplode purificandosi e liberando il Recipippi corrotto. A fine attacco, Cure Precious dice "Grazie per il cibo!" (「ごちそうさまでした！」?, "Gochisousama deshita!"). Viene eseguito per la prima volta nell'episodio 10.

- 500 Kilocalorie Punch (５００キロカロリー・パーンチ?, 500 Kirokarorī Pānchi): raccoglie le proprie energie in un pugno, dal quale fuoriesce una luce rosa, che viene scagliato contro il nemico.
- 1000 Kilocalorie Punch (１０００キロカロリー・パーンチ?, 1000 Kirokarorī Pānchi): raccoglie le proprie energie in un pugno, dal quale fuoriesce una luce rosa e gialla, che viene scagliato contro il nemico.
- 2000 Kilocalorie Punch (２０００キロカロリー・パーンチ?, 2000 Kirokarorī Pānchi): raccoglie le proprie energie in un pugno, dal quale fuoriesce una luce rosa e rossa, che viene scagliato contro il nemico.
- Onaka Ippai Punch (おなかいっぱい・パンチ?, Onaka Ippai Pānchi): le altre Pretty Cure uniscono i loro poteri a quello di Cure Precious che raccoglie le energie in un pugno che viene scagliato contro il nemico.

### Cure Spicy
- Trasformazione: Kokone, unendo il suo potere con quello di Pam-Pam che attiva la Modalità Sandwich, si trasforma e, diventata Cure Spicy, si presenta al nemico.

- Spicy Circle (スパイシー・サークル?, Supaishī Sākuru): è l'attacco di Cure Spicy con l'Heart Cure Watch. La Pretty Cure traccia con l'orologio un cerchio che scaglia con un vortice di cuori azzurri verso il nemico che, con un'espressione serena ed appagata, esplode purificandosi e liberando il Recipippi corrotto. A fine attacco, Cure Spicy dice "Grazie per il cibo!" (「ごちそうさまでした！」?, "Gochisousama deshita!"). Viene eseguito per la prima volta nell'episodio 4.

- Spicy Bakin' (スパイシー・ベイキン?, Supaishī Beikin): è l'attacco di Cure Spicy con l'Heart Juicy Mixer. La Pretty Cure sposta la freccia del frullatore sul simbolo a forma di cerchio blu e, dopo aver premuto per quattro volte la parte superiore di questo, impugna l'oggetto come una pistola premendo il pulsante sulla manopola e scaglia un raggio blu verso il nemico che, con un'espressione serena ed appagata, esplode purificandosi e liberando il Recipippi corrotto. A fine attacco, Cure Spicy dice "Grazie per il cibo!" (「ごちそうさまでした！」?, "Gochisousama deshita!"). Viene eseguito per la prima volta nell'episodio 11.

- Piritto Sandwich Press (ピリッｔｏサンドプレス?, Piritto Sando Puresu): battendo le mani, genera due grandi fette di pane azzurre che intrappolano il nemico schiacciandolo.
- Piritto Heavy Sandwich Press (ピリッｔｏヘビーサンドプレス?, Piritto Hebī Sando Puresu): battendo le mani, genera due grandi e spesse fette di pane azzurre che intrappolano il nemico schiacciandolo.
- Crusty Pan Barrier (クラスティパンバリア?, Kurasuti Pan Baria): genera uno scudo verde e rotondo.

### Cure Yum-Yum
- Trasformazione: Ran, unendo il suo potere con quello di Mem-Mem che attiva la Modalità Scodella, si trasforma e, diventata Cure Yum-Yum, si presenta al nemico.

- Yum-Yum Lines (ヤムヤム・ラインズ?, Yamuyamu Rainzu): è l'attacco di Cure Yum-Yum con l'Heart Cure Watch. La Pretty Cure traccia con l'orologio delle linee luminose che scaglia con un vortice di cuori gialli verso il nemico il quale, con un'espressione serena ed appagata, esplode purificandosi e liberando il Recipippi corrotto. A fine attacco, Cure Yum-Yum dice "Grazie per il cibo!" (「ごちそうさまでした！」?, "Gochisousama deshita!"). Viene eseguito per la prima volta nell'episodio 7.

- Yum-Yum Drain (ヤムヤム・ドレイン?, Yamuyamu Dorein): è l'attacco di Cure Yum-Yum con l'Heart Juicy Mixer. La Pretty Cure sposta la freccia del frullatore sul simbolo a forma di tre linee verticali gialle e, dopo aver premuto per quattro volte la parte superiore di questo, impugna l'oggetto come una pistola premendo il pulsante sulla manopola e scaglia un raggio giallo verso il nemico che, con un'espressione serena ed appagata, esplode purificandosi e liberando il Recipippi corrotto. A fine attacco, Cure Yum-Yum esclama "Grazie per il cibo!" (「ごちそうさまでした！」?, "Gochisousama deshita!"). Viene eseguito per la prima volta nell'episodio 11.

- Bari Cutter Blaze (バリカッターブレイズ?, Bari Kattā Bureizu): genera con le mani delle linee di luce taglienti che scaglia contro il nemico.
- Bari Bari Cutter Blaze (バリバリカッターブレイズ?, Bari Bari Kattā Bureizu): genera con le mani delle linee di luce taglienti e ricche di energia che scaglia contro il nemico.
- Bari Bari Wanton Blaze (バリバリワンターンブレイズ?, Bari Bari Wantān Bureizu): genera con le mani delle linee di luce taglienti che vengono infiammate da Mem-Mem e che scaglia contro il nemico.

### Cure Finale
- Trasformazione: Amane si trasforma e, diventata Cure Finale, si presenta al nemico.

- Finale Fanfare (フィナーレ・ファンファーレ?, Fināre Fanfāre): è l'attacco di Cure Finale con il Creamy Fleurette. La Pretty Cure afferra lo scettro e comincia a generare delle sfere di luce colorate girandone la base. Raccogliendo la loro energia nel Creamy Fleurette dopo averlo agitato, Cure Finale preme il pulsante bianco presente sull'impugnatura e scaglia un raggio viola e oro verso il nemico che, con un'espressione serena ed appagata, esplode purificandosi e liberando il Recipippi corrotto. A fine attacco, Cure Finale dice "Grazie per il cibo!" (「ごちそうさまでした！」?, "Gochisousama deshita!"). Viene eseguito per la prima volta nell'episodio 18.

- Finale Bouquet (フィナーレ・ブーケ?, Fināre Būke): è l'attacco di Cure Finale con il Creamy Fleurette. La Pretty Cure gira la base dello scettro e crea un raggio viola che colpisce il nemico. Viene eseguito per la prima volta nell'episodio 19.

### Black Pepper
- Pepper Mill Spin Kick (ペッパー・ミル・スピン・キック?, Peppā Miru Supin Kikku): con un salto, gira su se stesso creando un vortice di energia che scaglia contro il nemico con un calcio.

### In gruppo
- Presentazione: è la frase di presentazione di gruppo delle Pretty Cure una volta conclusasi la trasformazione.

- Mix Heart Attack (ＭＩＸ・ハート・アタック?, Mikkusu Hāto Atakku): è l'attacco di gruppo di Cure Precious, Cure Spicy e Cure Yum-Yum utilizzando i loro rispettivi Heart Juicy Mixer. Le Pretty Cure spostano la freccia del frullatore sul simbolo a forma di cuore verde e, dopo che ognuna ha premuto una volta la parte superiore di questo invocando il proprio potere, tutte insieme continuano a premere la leva, impugnando successivamente l'oggetto come una pistola premendo il pulsante sulla manopola e scagliano un raggio arcobaleno verso il nemico che, con un'espressione serena ed appagata, esplode purificandosi e liberando il Recipippi corrotto. A fine attacco, le Pretty Cure dicono "Grazie per il cibo!" (「ごちそうさまでした！」?, "Gochisousama deshita!"). Viene eseguito per la prima volta nell'episodio 12.

- Trasformazione (Party Up Style (パーティ・アップスタイル?, Pāti Appu Sutairu)): le Pretty Cure, grazie al potere di Kome-Kome, si trasformano in Party Up Style.

- Light My Delicious (ライト・マイ・デリシャス?, Raito Mai Derishiasu): è l'attacco di gruppo delle Pretty Cure utilizzando i loro rispettivi Party Candle Tact. Ogni Pretty Cure disegna con il proprio scettro un cuore che si fonde all'altro creando un raggio arcobaleno. Le guerriere quindi si dirigono con delle scie colorate verso il nemico che, con un'espressione serena ed appagata, esplode purificandosi e liberando il Recipippi corrotto. A fine attacco le Pretty Cure soffiano sui loro Party Candle Tact e assieme a Kome-Kome esclamano "Grazie per il cibo!" (「ごちそうさまでした！」?, "Gochisousama deshita!").

## Luoghi
Cookingdom (クッキングダム?, Kukkingudamu)
È il regno responsabile di tutte le pietanze del mondo, in cui è custodito il Recipebon. È il luogo dal quale provengono Rosemary e le fatine Energy del cibo.
Nascondiglio dei Bundle (ブンドル団アジト?, Bundoru-dan ajito)
È la sede dall'atmosfera buia dove si nascondono i Bundle.
Oishīna Town (おいしーなタウン?, Oishīna Taun)
È la città in cui vivono Yui, Kokone, Ran, Amane e Takumi. È conosciuta per ospitare persone e cibo provenienti da tutto il mondo.
Tavola calda Nagomi (なごみ亭?, Nagomi Tei)
È la tavola calda gestita dalla madre di Yui, specializzata in cibo giapponese.
Restaurant Du Lac (レストラン・デュ・ラク?, Resutoran Du Raku)
È il ristorante di lusso gestito dalla famiglia di Kokone, specializzato in cibo francese.
Pandaken (ぱんだ軒?, Pandaken)
È il ristorante di ramen gestito dalla famiglia di Ran, specializzato in cibo cinese.
Fruits Parlor KASAI (フルーツパーラーＫＡＳＡＩ?, Furūtsu Pārā KASAI)
È il negozio di dolci a base di frutta gestito dalla famiglia di Amane.
Fuku-An (福あん?, Fukuan)
È la pensione gestita dalla madre di Takumi. Affianca la tavola calda della famiglia Nagomi.
Heart Bakery (ハートベーカリー?, Hāto Bēkarī)
È la panetteria frequentata da Kokone.
Pretty Holic
È il negozio di cosmetici frequentato da Kokone e Rosemary. È già apparso in Tropical-Rouge! Pretty Cure.
Scuola media Shinsen (神饌中学校?, Shinsen chūgakkō)
È la scuola frequentata da Yui, Kokone, Ran, Amane e Takumi.

## Episodi
Oltre agli episodi, dei brevi filmati con le Pretty Cure che rispondono a domande sui loro personaggi, sono stati caricati dal 13 febbraio al 8 maggio 2022 sul canale ufficiale YouTube della serie, con il titolo Precure he 100 no shitsumon ♡ (プリキュアへ１００のしつもん♡?). Sempre su YouTube, dal 27 febbraio 2022 all'8 gennaio 2023 sono state caricate delle video ricette a cura delle fatine Energy, dal titolo Energy yōsei no! Kantan! O ryōri tsukuttemiyo! (エナジー妖精の！かんたん！おりょうりつくってみよー！?).

### Sigle
La sigla originale di apertura è composta da Misaki Umase con il testo di Mike Sugiyama, la prima di chiusura da Hige Drive e la seconda di chiusura da Izumi Mori con i testi di Saori Kodama.
Sigla di apertura
- Cheers! Delicious Party ♡ Precure (Ｃｈｅｅｒｓ！デリシャスパーティ♡プリキュア?), cantata da Machico

Sigla di chiusura
- DELICIOUS HAPPY DAYS♪, cantata da Chihaya Yoshitake (ep. 1-20)
- Kokoro Delicious (ココロデリシャス?), cantata da Rico Sasaki (ep. 21-26, 31-45[24])

Del video della sigla di testa sono state realizzate quattro versioni: rispetto alla prima, nella seconda viene animata la scena di presentazione del logo della serie e nella scena in cui sono mostrati i nemici viene rimossa Gentlu, spostando Narcistoru in primo piano; nella terza versione, invece, viene introdotta in alcune scene Amane / Cure Finale e viene mostrato Cinnamon di spalle; nella quarta versione vengono rianimate alcune scene e viene rimosso Narcistoru per inserire Secretoru e Spiritoru in primo piano. Anche del video della prima sigla di coda sono state realizzate due versioni: nella seconda appare in alcune scene Cure Finale ballare sullo schermo presente dietro le altre tre Pretty Cure.
In occasione dell'uscita al cinema del film della serie, per gli episodi 27-30 viene utilizzata come sigla finale Youkoso, okosama ♡ Dreamia (ようこそ、お子さま♡ドリーミア?), cantata da Moeha Nochimoto.

### Distribuzione
In Giappone la serie è stata raccolta in una collezione di 15 DVD sia da Marvelous che Happinet Media Marketing tra il 22 giugno 2022 e il 24 maggio 2023.
La serie è stata raccolta anche in quattro cofanetti Blu-ray, pubblicati da Marvelous Inc. e usciti tra il 28 settembre 2022 e il 24 maggio 2023.

### Rappresentazioni ed eventi
Il 29-30 ottobre 2022, al Tokyo Dome City Hall, si è svolto il Delicious Party ♡ Precure - LIVE 2022: Cheers! Delicious LIVE Party♡ (デリシャスパーティ♡プリキュアＬＩＶＥ２０２２ Ｃｈｅｅｒｓ！Ｄｅｌｉｃｉｏｕｓ ＬＩＶＥ Ｐａｒｔｙ♡?, Derishasu Pāti ♡ Purikyua LIVE 2022 Cheers! Delicious LIVE Party♡), un concerto di brani e character song della serie, tenuto dalle doppiatrici delle protagoniste e le interpreti delle sigle di apertura e di chiusura. L'evento è stato reso disponibile anche in diretta streaming su "Mixch".
Terminata la messa in onda degli episodi televisivi, il 18-19 febbraio 2023 al Nakano Sun Plaza Hall di Tokyo si è tenuto il Delicious Party ♡ Precure: Kansha-sai (デリシャスパーティ♡プリキュア 感謝祭?), uno spettacolo che viene celebrato come ringraziamento di fine serie. All'evento, disponibile anche in diretta streaming su "Pia Live Stream", hanno partecipato il cast e gli interpreti delle sigle e sono stati ospitati quelli della serie successiva. Il DVD/Blu-ray è uscito il 19 luglio 2023.

## Film
| Titolo | Prima visione                |
| Titolo | Giapponese (cinematografica) |
| --- | ---------------------------- |
| Eiga Delicious Party ♡ Pretty Cure - Yume miru ♡ okosama lunch! (映画 デリシャスパーティ♡プリキュア 夢みる♡お子さまランチ！?, Eiga Derishasu Pāti ♡ Purikyua Yume miru ♡ okosama ranchi!) | 23 settembre 2022            |
| Eiga Pretty Cure All Stars F (映画 プリキュアオールスターズＦ?, Eiga Purikyua Ōru Sutāzu F)                                                                                               | 15 settembre 2023            |

## Manga
Il manga di Delicious Party ♡ Pretty Cure, disegnato da Futago Kamikita, è stato serializzato sulla rivista Nakayoshi di Kōdansha da marzo 2022 a febbraio 2023, saltando aprile e giugno 2022. Un tankōbon, contenente gli undici capitoli e una storia extra realizzata apposta, è stato pubblicato il 20 marzo 2023 in edizione regolare e speciale, quest'ultima accompagnata da un libretto contenente un capitolo speciale che vede protagoniste anche le Pretty Cure di Star☆Twinkle Pretty Cure, Healin' Good ♥ Pretty Cure e Tropical-Rouge! Pretty Cure.
| Nº    | Titolo italiano Giapponese 「Kanji」 - Rōmaji                                           | Data di prima pubblicazione                                                               | Data di prima pubblicazione |
| Nº    | Titolo italiano Giapponese 「Kanji」 - Rōmaji                                           | Giapponese                                                                                |                             |
| Unico | Delicious Party ♡ Precure 「デリシャスパーティ♡プリキュア」 - Derishasu Pāti ♡ Purikyua | 20 marzo 2023 ISBN 978-4-06-531176-9 (ed. regolare) ISBN 978-4-06-531175-2 (ed. limitata) |                             |

### Altre pubblicazioni
Il 24 aprile 2023 la Gakken Publishing ha pubblicato in Giappone Delicious Party ♡ Precure: Official Complete Book (デリシャスパーティ♡プリキュア オフィシャルコンプリートブック?, Derishasu Pāti ♡ Purikyua Ofisharu Konpurīto Bukku) con ISBN 978-4-05-802018-0, libro dedicato alla serie contenenti interviste ai produttori, allo staff degli episodi, alle doppiatrici con retroscena che raccontano la nascita di Delicious Party ♡ Pretty Cure.

## CD e videogiochi
Durante il corso della serie sono stati pubblicati diversi CD e raccolte, sia di brani musicali che di colonna sonora, da Marvelous. I videogiochi, invece, sono stati distribuiti da Bandai.
| Nº | Titolo CD | Numero tracce | Data uscita      |
| -- | --- | ------------- | ---------------- |
| 1  | Cheers! Delicious Party ♡ Precure / DELICIOUS HAPPY DAYS♪ (Ｃｈｅｅｒｓ！デリシャスパーティ♡プリキュア／ＤＥＬＩＣＩＯＵＳ ＨＡＰＰＹ ＤＡＹＳ♪?)                                 | 4             | 30 marzo 2022    |
| 2  | Delicious Party ♡ Precure - Original Soundtrack 1: Precure Delicious Sound!! (デリシャスパーティ♡プリキュア オリジナル・サウンドトラック１ プリキュア・デリシャス・サウンド！！?) | 30            | 25 maggio 2022   |
| 3  | Delicious Party ♡ Precure - Vocal Album: ~Welcome to Delicious Party~ (デリシャスパーティ♡プリキュア ボーカルアルバム ～Ｗｅｌｃｏｍｅ ｔｏ Ｄｅｌｉｃｉｏｕｓ Ｐａｒｔｙ～?)     | 15            | 20 luglio 2022   |
| 4  | Kokoro Delicious / NO PRIDE, NO LIFE! (ココロデリシャス／ＮＯ ＰＲＩＤＥ, ＮＯ ＬＩＦＥ！?)                                                                                       | 4             | 24 agosto 2022   |
| 5  | Delicious Party ♡ Precure - Original Soundtrack 2: Precure Precious Sound!! (デリシャスパーティ♡プリキュア オリジナル・サウンドトラック２ プリキュア・プレシャス・サウンド！！?)  | 39            | 21 dicembre 2022 |
| 6  | Delicious Party ♡ Precure - Vocal Best: Delicious Ambitious! (デリシャスパーティ♡プリキュア ボーカルベスト Ｄｅｌｉｃｉｏｕｓ Ａｍｂｉｔｉｏｕｓ！?)                              | 27            | 1º febbraio 2023 |
| 7  | Precure Vocal Best BOX 2018-2023 (プリキュア ボーカルベストＢＯＸ ２０１８–２０２３?)                                                                                             | 95            | 29 novembre 2023 |

## Trasmissioni e adattamenti nel mondo
Delicious Party ♡ Pretty Cure è stato trasmesso, oltre che in Giappone, anche in diversi Paesi in tutto il mondo.
| Stato            | Rete televisiva / piattaforma streaming | Data 1ª TV/streaming              |
| ---------------- | --------------------------------------- | --------------------------------- |
| America del Nord | Crunchyroll                             | 6 febbraio 2022 – 29 gennaio 2023 |
| America del Sud  | Crunchyroll                             | 6 febbraio 2022 – 29 gennaio 2023 |
| Australia        | Crunchyroll                             | 6 febbraio 2022 – 29 gennaio 2023 |
| Hong Kong        | ViuTV                                   | 21 maggio 2022 – 25 marzo 2023    |
| Nuova Zelanda    | Crunchyroll                             | 6 febbraio 2022 – 29 gennaio 2023 |
| Sudafrica        | Crunchyroll                             | 6 febbraio 2022 – 29 gennaio 2023 |
| Taiwan           | YOYO TV                                 | 7 maggio 2022 – 1º aprile 2023    |

In America del Nord, Australia, Nuova Zelanda, Sudafrica e America del Sud la serie è stata resa disponibile in streaming in versione sottotitolata in lingua locale, simultaneamente alla messa in onda giapponese.
L'adattamento adottato a Taiwan, in cinese, rende la parola Cure con il carattere 天使S (Tiānshǐ), che significa "Angelo", nei nomi delle protagoniste, e con i caratteri 美味Ｐａｒｔｙ ♡ 光之美少女S (Měiwèi Party ♡ Guāng zhīměi shàonǚ, lett. "Delizioso Party ♡ Ragazze della Luce") il titolo della serie. Gli episodi, oltre ad essere doppiati, sono anche sottotitolati; le trasformazioni e gli attacchi sono tradotti. A Hong Kong, i nomi presentano gli stessi ideogrammi degli originali, ma cambia la pronuncia, sia le trasformazioni che gli attacchi sono tradotti.